# Harkujärve
Harkujärve – wieś w Estonii, w prowincji Harju, w gminie Harku.